# 35. ročník People's Choice Awards
35. ročník People's Choice Awards se konal 7. ledna 2009 v Nokia Theatre v Los Angeles v Kalifornii. Ceremoniál moderovala Queen Latifah a byl vysílán stanicí CBS.

## Účinkující
- Carrie Underwood
- Rascal Flatts

## Nominace
| Nejoblíbenější nový komediální seriál | Nejoblíbenější písnička ze soundtracku |
| --- | --- |
| - Gary Unmarried - Kath & Kim - Můj nejhorší týden | - "Mamma Mia" od Meryl Streep, Mamma Mia! - "Another Way to Die" od Jacka Whita a Alicie Keys, Quantum of Solace - "Labels or Love" od Fergie, Sex ve městě |
| Nejoblíbenější dramatický film | Nejoblíbenější vtipná mužská hvězda |
| - Tajný život včel - Oko bere - Oko dravce | - Adam Sandler - Jim Carrey - Steve Carell |
| Nejoblíbenější herec v akčním filmu | Nejoblíbenější film |
| - Will Smith - Christian Bale - Robert Downey, Jr. | - Temný rytíř - Indiana Jones a království křišťálové lebky - Iron Man                                                                                      |
| Nejoblíbenější mužská televizní hvězda | Nejoblíbenější popová písnička |
| - Hugh Laurie - Charlie Sheen - Patrick Dempsey | - "I Kissed a Girl" od Katy Perry - "Disturbia" od Rihanny - "No Air" od Jordin Sparks a Chrise Browna                                                      |
| Nejoblíbenější rocková písnička | Nejoblíbenější ženská umělkyně |
| - "All Summer Long" od Kid Rocka - "Apologize" od OneRepublic a Timbalanda - "Viva la Vida" od Coldplay                                                             | - Carrie Underwood - Alicia Keys - Rihanna |
| Nejoblíbenější mužská filmová hvězda | Nejoblíbenější mužský umělec |
| - Will Smith - Harrison Ford - Robert Downey, Jr. | - Chris Brown - Brad Paisley - Kenny Chesney |
| Nejoblíbenější komediální televizní seriál | Nejoblíbenější vtipná ženská hvězda |
| - Dva a půl chlapa - Samantha Who? - Ošklivka Betty | - Tina Fey - Ellen DeGeneres - Whoopi Goldberg |
| Nejoblíbenější rodinný film | Nejoblíbenější ženská filmová hvězda |
| - VALL-I - Letopisy Narnie: Princ Kaspian - Kung Fu Panda | - Reese Witherspoonová - Angelina Jolie - Keira Knightley                                                                                                   |
| Nejoblíbenější komedie | Nejoblíbenější dramatický televizní seriál |
| - 27 šatů - Dostaňte agenta Smarta - Mamma Mia! | - Dr. House - Kriminálka Las Vegas - Chirurgové |
| Nejoblíbenější skupina | Nejoblíbenější herečka |
| - Rascal Flatts - Coldplay - Maroon 5 | - Kate Hudson - Anne Hathawayová - Queen Latifah |
| Nejoblíbenější ženská televizní hvězda | Nejoblíbenější hip-hopová písnička |
| - Christina Applegate - Mariska Hargitay - Sally Fieldová | - "Low" od Flo Ridy a T-Paina - "Good Life" od Kanye Wsta - "Lollipop" od Lil Wayne a Static Major                                                          |
| Nejoblíbenější animovaná show | Nejoblíbenější herec |
| - Simpsonovi - Griffinovi - Městečko South Park | - Brad Pitt - Christian Bale - Mark Wahlberg |
| Nejoblíbenější country písnička | Nejoblíbenější moderátor televizní show |
| - "Last Name" od Carrie Underwood - "Love Story" od Taylor Swift - "Take Me There" od Rascal Flatts                                                                 | - Ellen DeGeneres - David Letterman - Regis Philbin & Kelly Ripa                                                                                            |
| Nejoblíbenější dvojice v televizi | Nejoblíbenější R&B písnička |
| - Christian Bale & Heath Ledger, Temný rytíř - Shia LaBeouf & Harrison Ford, Indiana Jones a království křišťálové lebky - Tina Fey & Amy Poehlerová, Baby Máma     | - "No One" od Alicia Keys - "Take a Bow" od Rihanny - "With" od Chrise Browna                                                                               |
| Nejoblíbenější soutěž/reality-show | Nejoblíbenější herečka v akčním filmu |
| - Dancing with the Stars - American Idol - Vítejte doma! | - Angelina Jolie - Anne Hathawayová - Cate Blanchett |
| Nejoblíbenější nový dramtický seriál | Nejoblíbenější obsazení |
| - Mentalista - 90210 - Hranice nemožného | - Temný rytíř - Mamma Mia! - Sex ve městě |
| Nejoblíbenější zloděj scén | Nejoblíbenější online senzace |
| - Robin Williams v Zákon a pořádek: Útvar pro zvláštní oběti - Britney Spears v Jak jsem poznal vaši matku - Luke Perry v Zákon a pořádek: Útvar pro zvláštní oběti | - Dr. Horrible's Sing-Along Blog - Dance Battle 2 - Kobe Bryant Attempts Massive Stunt - Paris Hilton Responds to McCain Ad - Pork and Beans                |
| Nejoblíbenější uživatelské video | Nejoblíbenější diva v dramatickém seriálu |
| - Barack Roll - Fred Goes Swimming - "Star Wars" A Cappella Tribute - Wassup 2008 - here the Hell is Matt (2008)                                                    | - Kyra Sedgwick (Closer) - Holly Hunter (Božská mrcha) - Mary-Louise Parker (Tráva)                                                                         |
| Nejoblíbenější soutěžní show | Nejoblíbenější nezávislý film |
| - Deal or No Deal - Are You Smarter Than a 5th Grader - Jeopardy!                                                                                                   | - Tajný život včel - Vévodkyně - Velký den slečny Pettigrewové                                                                                              |
| Nejoblíbenější Sci-Fi/Fantasy seriál | Nejoblíbenější superhrdina |
| - Hvězdná brána: Atlantida - Battlestar Galactica - Pán času | - Christian Bale jako Batman - Robert Downey, Jr. jako Iron Man - Will Smith jako John Hancock                                                              |
| Nejoblíbenější kolaborace | |
| - "No Air" od Jordin Sparks a Chrise Browna - "4 Minutes" od Madonny a Justina Timberlaka - "Love Like This" od Natashy Bedingfireld a Seana Kingstona              | |